# Eliana Pittman

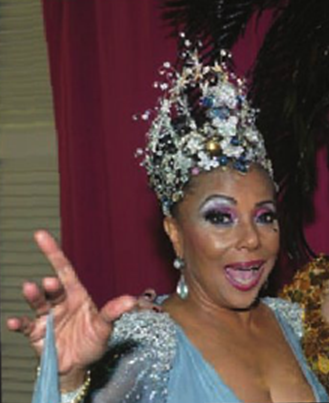
Eliana Pittman, Karneval 2013

Eliana Pittman (Eliana Leite da Silva; * 14. August 1945 in Rio de Janeiro) ist eine brasilianische Sängerin.
Pittman wurde als Musikerin von ihrem Stiefvater, dem Saxophonisten Booker Pittman, ausgebildet. Sie debütierte im Little Club in der Beco das Garrafas, arbeitete 1963 ein Jahr in Argentinien und veröffentlichte nach ihrer Rückkehr mit ihrem Stiefvater die LP New Sound Brazil Bossa Nova. Auf Einladung von Jack Paar reiste sie mit ihren Eltern in die USA und trat in dessen Fernsehshow auf. Die Playboy Clubs engagierten sie dann für eine Tournee durch vierzehn Staaten der USA. 1965 kehrte sie zu einer Tournee in ihrem Heimatland zurück nach Brasilien.
1966 nahm sie ihren ersten Hit, Niltinho, auf. Nach dem Tod ihres Stiefvaters zog sie sich für einigen Zeit aus der Öffentlichkeit zurück, bevor sie die LP É Preciso Cantar aufnahm. Unter dem gleichen Titel realisierte sie eine Show am Teatro de Bolso. Ein kommerzieller Erfolg wurde ihre Aufnahme des Samba enredo “O Mundo Encantado de Monteiro Lobato” der Sambaschule Mangueira.
Zwischen 1968 und 1971 tourte Pittman durch Argentinien, Venezuela, Portugal, Deutschland, Schweden, Italien, Frankreich und Spanien. In Cannes war sie mit Sacha Distel Gastgeberin der Midem. Außerdem wirkte sie als Schauspielerin an dem Film Capitães de Areia, einer französischen Produktion über Jorge Amado, mit.  Einen neuen Hit hatte sie 1972 mit João Nogueiras Esse Mar é Meu.  Nachdem sie in den Folgejahren nur vereinzelt aufgetreten war, startete sie erst 2001 in Rio de Janeiro eine neue Tournee. Ab 2005 hatte sie Auftritte in mehreren Fernsehserien.